# Gouaux
Gouaux est une commune française située dans le sud-est du département des Hautes-Pyrénées, en région Occitanie. Sur le plan historique et culturel, la commune est dans le Pays d'Aure, constitué de la vallée de la Neste (en aval de Sarrancolin), de la vallée d'Aure (en amont de Sarrancolin) et de la vallée du Louron.
Exposée à un climat de montagne, elle est drainée par le ruisseau de gouaux et par divers autres petits cours d'eau. La commune possède un patrimoine naturel remarquable composé de trois zones naturelles d'intérêt écologique, faunistique et floristique.
Gouaux est une commune rurale qui compte 55 habitants en 2022, après avoir connu un pic de population de 171 habitants en 1831. Ses habitants sont appelés les Gouaussiens ou  Gouaussiennes.

## Géographie

### Localisation
La commune de Gouaux se trouve dans le département des Hautes-Pyrénées, en région Occitanie.
Elle se situe à 47 km à vol d'oiseau de Tarbes, préfecture du département, à 28 km de Bagnères-de-Bigorre, sous-préfecture, et à 27 km de Capvern, bureau centralisateur du canton de Neste, Aure et Louron dont dépend la commune depuis 2015 pour les élections départementales.
La commune fait en outre partie du bassin de vie d'Arreau.
Les communes les plus proches sont : 
Grézian (1,0 km), Bazus-Aure (1,5 km), Guchen (2,0 km), Ancizan (2,0 km), Grailhen (2,1 km), Guchan (2,2 km), Lançon (2,3 km), Cadéac (2,8 km).
Sur le plan historique et culturel, Gouaux fait partie du pays de la vallée d'Aure ou pays d'Aure, constitué de la vallée de la Neste (en aval de Sarrancolin), de la vallée d'Aure (en amont de Sarrancolin) et de la vallée du Louron (confluente à Arreau).
Gouaux  est limitrophe de huit autres communes dont Guchan à l'est par un simple quadripoint.

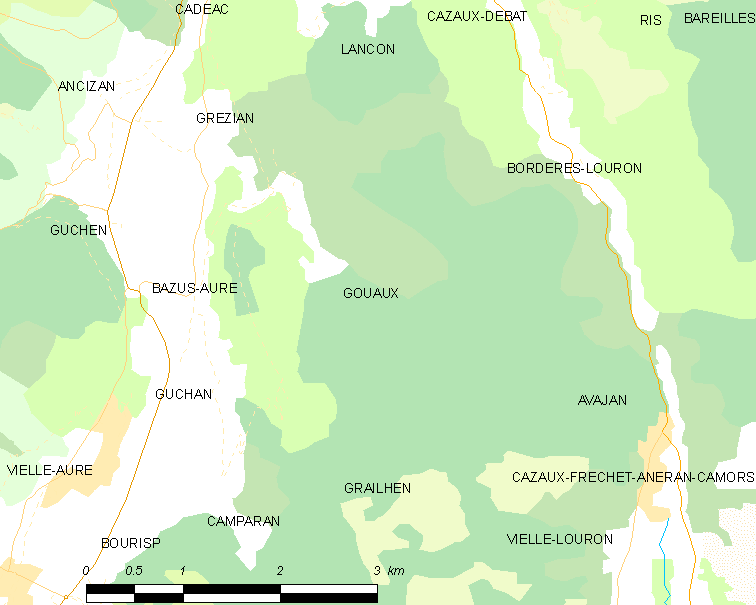
Carte de la commune de Gouaux et des proches communes.

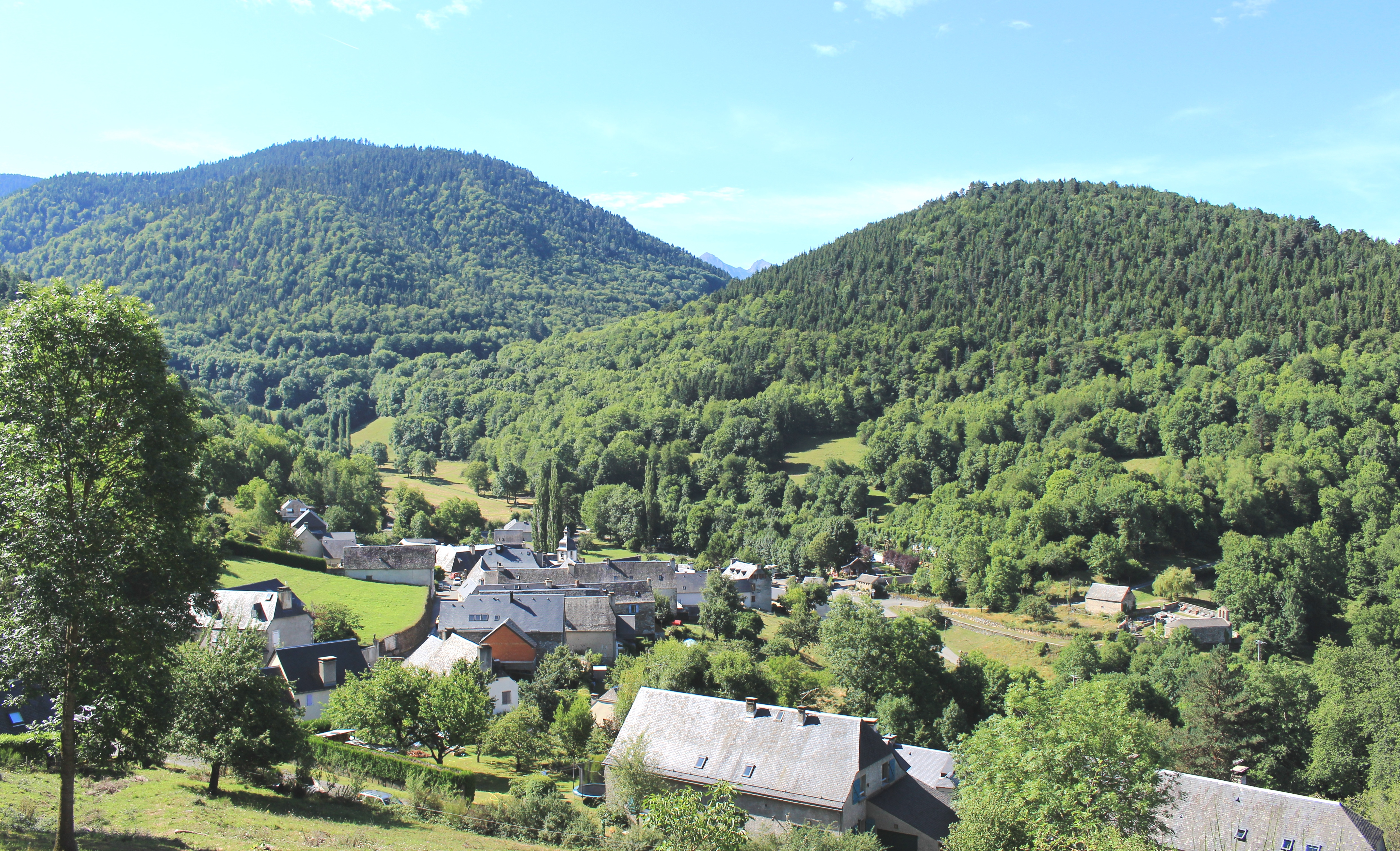
Vue générale du village.

| Grézian                     | Lançon   | Bordères-Louron |
| Bazus-Aure                  | Gouaux   | Avajan          |
| Guchan (par un quadripoint) | Grailhen | Vielle-Louron   |

### Hydrographie
La commune est dans le bassin versant de la Garonne, au sein du bassin hydrographique Adour-Garonne. Elle est drainée par le ruisseau de gouaux, Coume de la Lit, ravin de hougues et par un petit cours d'eau, constituant un réseau hydrographique de 7 km de longueur totale,.

### Climat

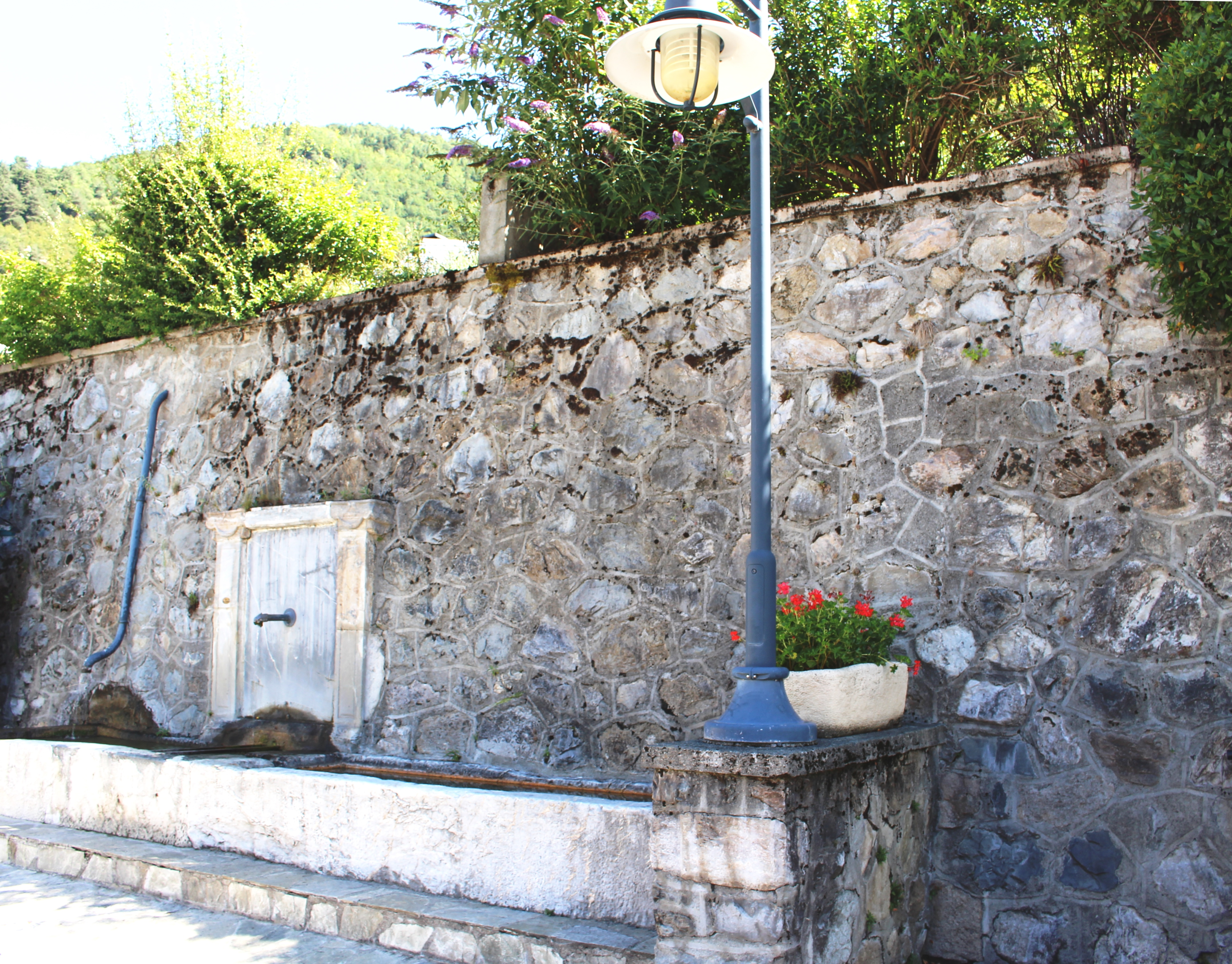
La fontaine.

Le climat qui caractérise la commune est qualifié, en 2010, de « climat de montagne », selon la typologie des climats de la France qui compte alors huit grands types de climats en métropole. En 2020, la commune ressort du même type de climat dans la classification établie par Météo-France, qui ne compte désormais, en première approche, que cinq grands types de climats en métropole. Pour ce type de climat, la température décroît rapidement en fonction de l'altitude. On observe une nébulosité minimale en hiver et maximale en été. Les vents et les précipitations varient notablement selon le lieu.
Les paramètres climatiques qui ont permis d’établir la typologie de 2010 comportent six variables pour les températures et huit pour les précipitations, dont les valeurs correspondent à la normale 1971-2000. Les sept principales variables caractérisant la commune sont présentées dans l'encadré ci-après.
| Paramètres climatiques communaux sur la période 1971-2000 - Moyenne annuelle de température : 9 °C - Nombre de jours avec une température inférieure à −5 °C : 8 j - Nombre de jours avec une température supérieure à 30 °C : 2,9 j - Amplitude thermique annuelle : 14,6 °C - Cumuls annuels de précipitation : 1 104 mm - Nombre de jours de précipitation en janvier : 9,9 j - Nombre de jours de précipitation en juillet : 8,1 j |

Avec le changement climatique, ces variables ont évolué. Une étude réalisée en 2014 par la Direction générale de l'Énergie et du Climat complétée par des études régionales prévoit en effet que la  température moyenne devrait croître et la pluviométrie moyenne baisser, avec toutefois de fortes variations régionales. Ces changements peuvent être constatés sur la station météorologique de Météo-France la plus proche, « Arreau Borderes », sur la commune d'Arreau, mise en service en 1943 et qui se trouve à 4 km à vol d'oiseau,, où la température moyenne annuelle est de 9,6 °C et la hauteur de précipitations de 894,8 mm pour la période 1981-2010.
Sur la station météorologique historique la plus proche, « Tarbes-Lourdes-Pyrénées », sur la commune d'Ossun, mise en service en 1946 et à 47 km, la température moyenne annuelle évolue de 12,2 °C pour la période 1971-2000, à 12,6 °C pour 1981-2010, puis à 12,9 °C pour 1991-2020.

### Milieux naturels et biodiversité
L’inventaire des zones naturelles d'intérêt écologique, faunistique et floristique (ZNIEFF) a pour objectif de réaliser une couverture des zones les plus intéressantes sur le plan écologique, essentiellement dans la perspective d’améliorer la connaissance du patrimoine naturel national et de fournir aux différents décideurs un outil d’aide à la prise en compte de l’environnement dans l’aménagement du territoire.
Deux ZNIEFF de type 1 sont recensées sur la commune :
« la Neste, amont » (100 ha), couvrant 18 communes du département et 
le « massif entre les Nestes d’Aure et du Louron » (2 749 ha), couvrant 16 communes du département
et une ZNIEFF de type 2, : 
la « Haute vallée d'Aure » (43 605 ha), couvrant 38 communes du département.

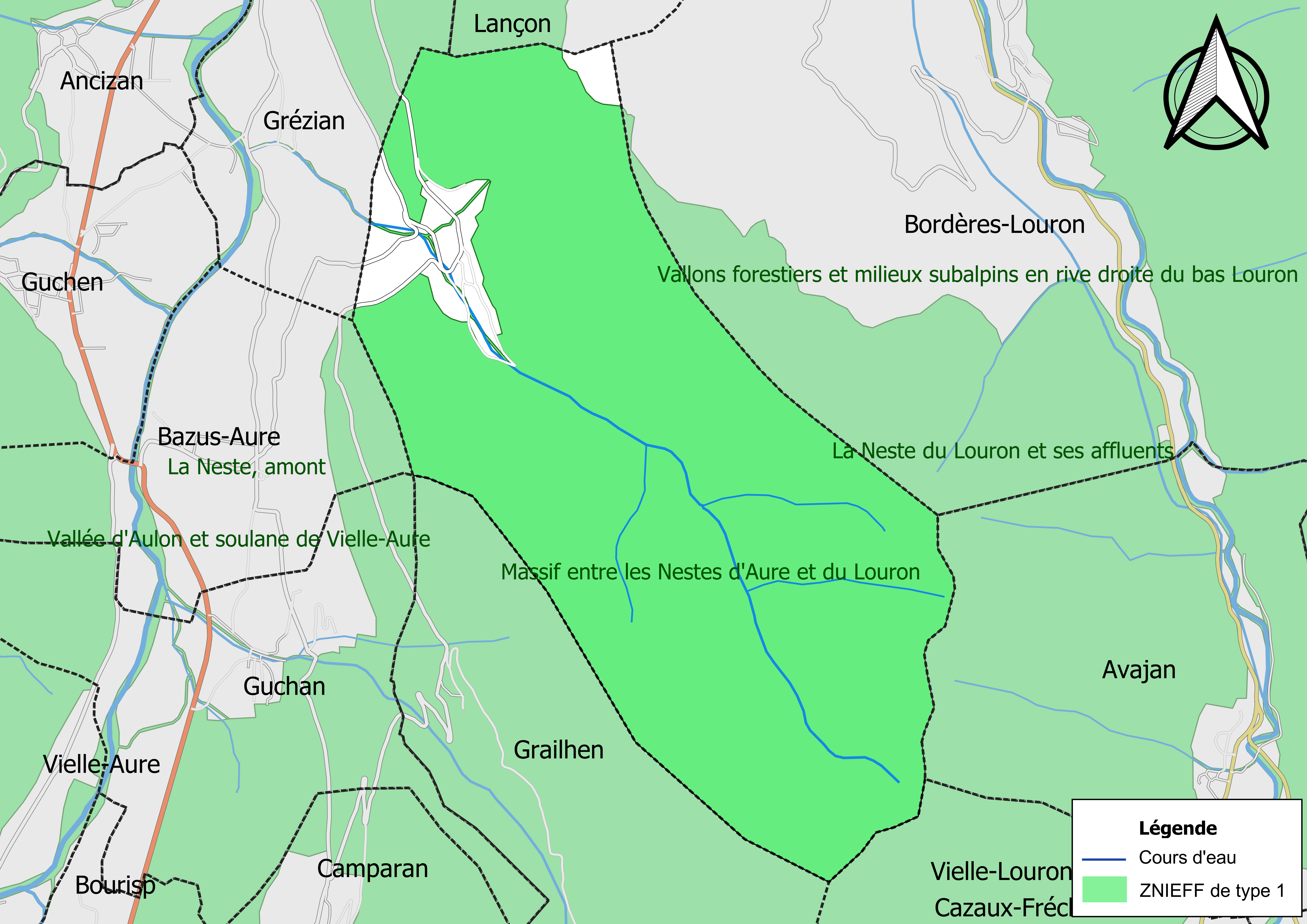
Carte des ZNIEFF de type 1 sur la commune.
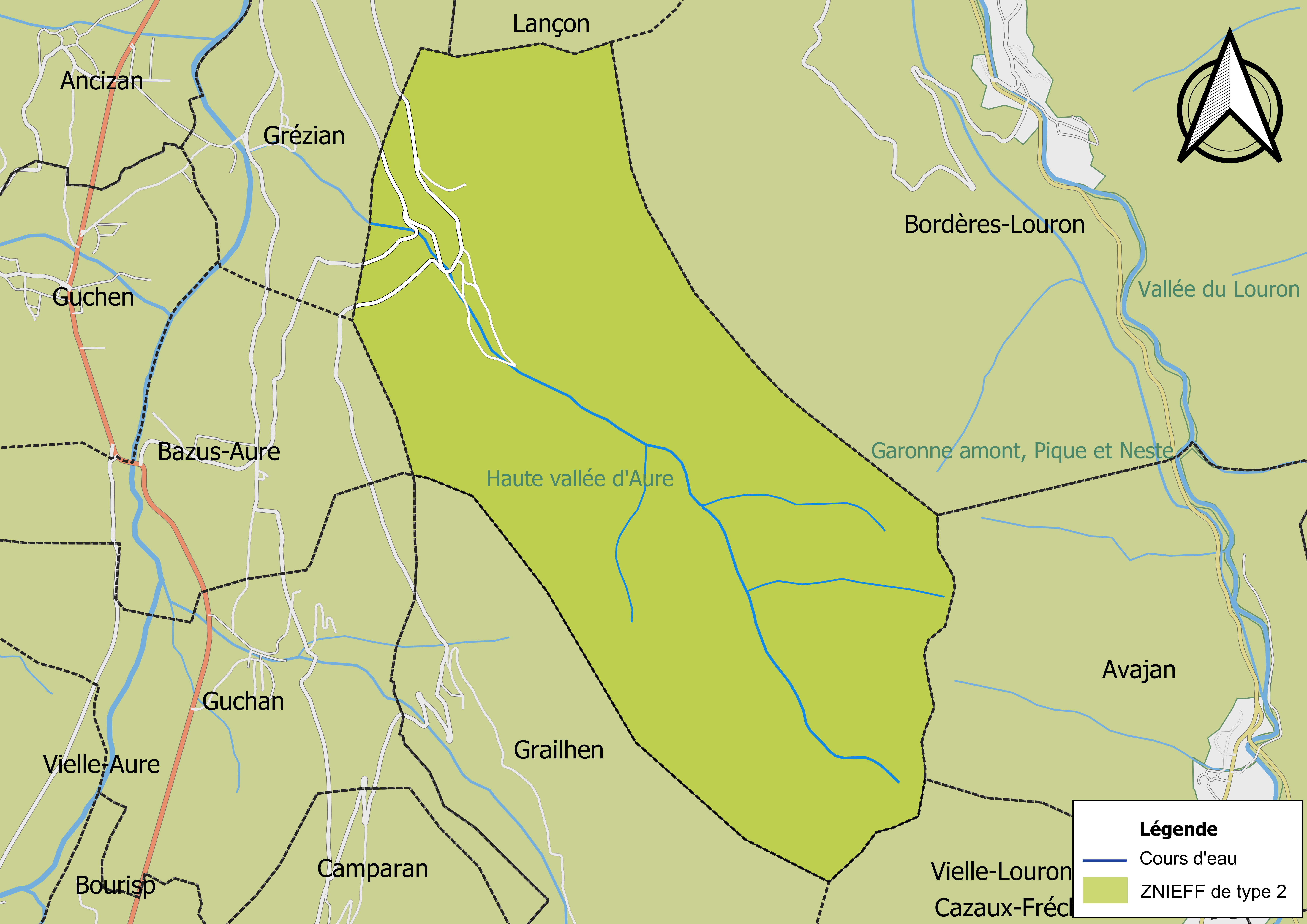
Carte de la ZNIEFF de type 2 sur la commune.

## Urbanisme

### Typologie
Au 1er janvier 2024, Gouaux est catégorisée commune rurale à habitat dispersé, selon la nouvelle grille communale de densité à sept niveaux définie par l'Insee en 2022.
Elle est située hors unité urbaine et hors attraction des villes,.

### Occupation des sols
L'occupation des sols de la commune, telle qu'elle ressort de la base de données européenne d’occupation biophysique des sols Corine Land Cover (CLC), est marquée par l'importance des forêts et milieux semi-naturels (95,4 % en 2018), une proportion sensiblement équivalente à celle de 1990 (95,2 %). La répartition détaillée en 2018 est la suivante : 
forêts (95,1 %), prairies (4,6 %), milieux à végétation arbustive et/ou herbacée (0,3 %).
L'IGN met par ailleurs à disposition un outil en ligne permettant de comparer l’évolution dans le temps de l’occupation des sols de la commune (ou de territoires à des échelles différentes). Plusieurs époques sont accessibles sous forme de cartes ou photos aériennes : la carte de Cassini (XVIIIe siècle), la carte d'état-major (1820-1866) et la période actuelle (1950 à aujourd'hui).

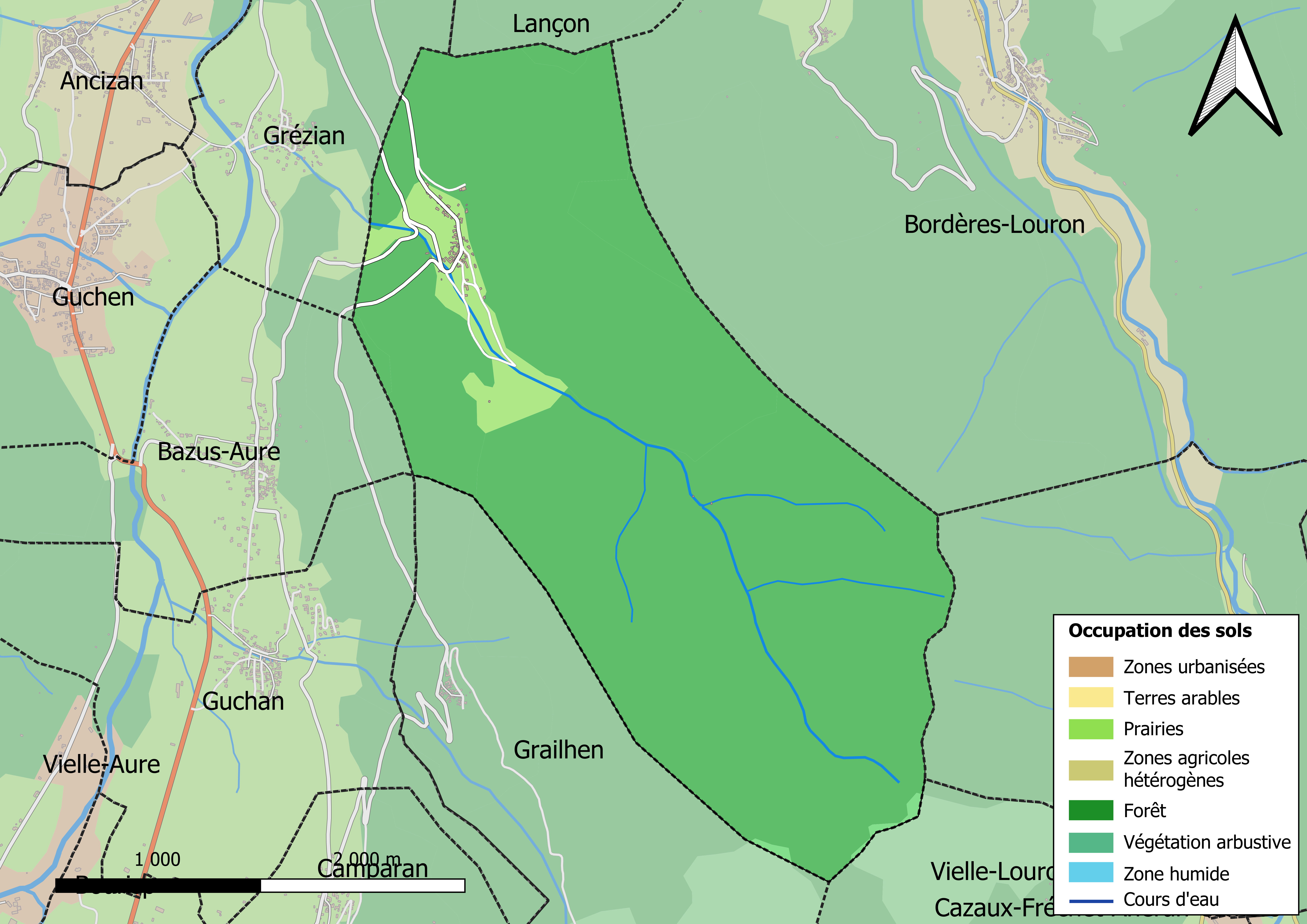
Carte des infrastructures et de l'occupation des sols en 2018 (CLC) de la commune.
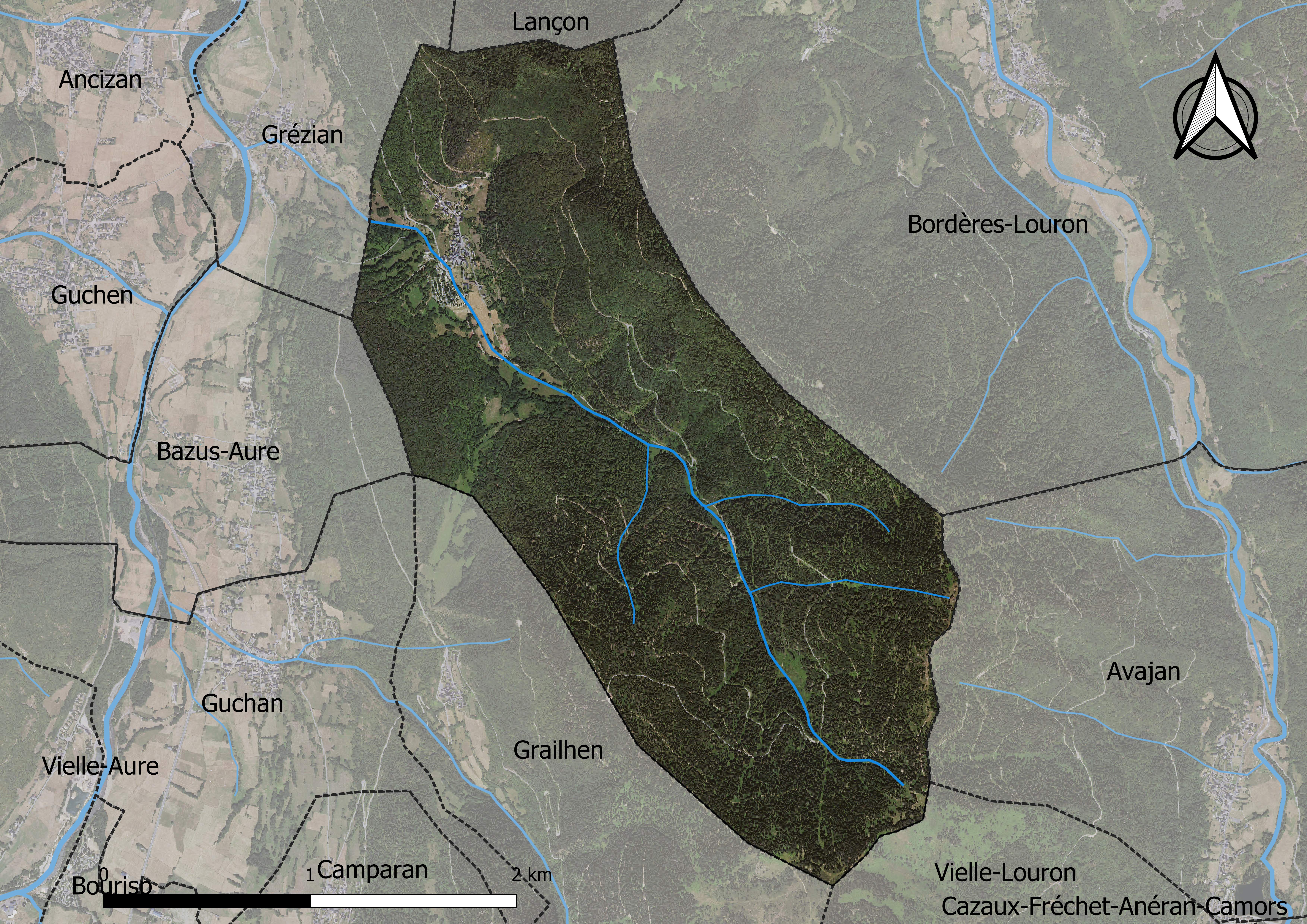
Carte orthophotogrammétrique de la commune.

### Logement
En 2012, le nombre total de logements dans la commune est de 114.

Parmi ces logements, 32,4 % sont des résidences principales, 66,7 % des résidences secondaires et 0,9 % des logements vacants.

### Voies de communication et transports
- Par la route : la D929, classée secondaire par OpenStreetMap[26] passe dans la vallée, qui peut être ralliée à Gouaux via la route départementale D 929 et par la route départementale D 25.
- Par l'avion : l'aéroport de Tarbes-Lourdes-Pyrénées ou encore celui de Toulouse-Blagnac.

## Toponymie

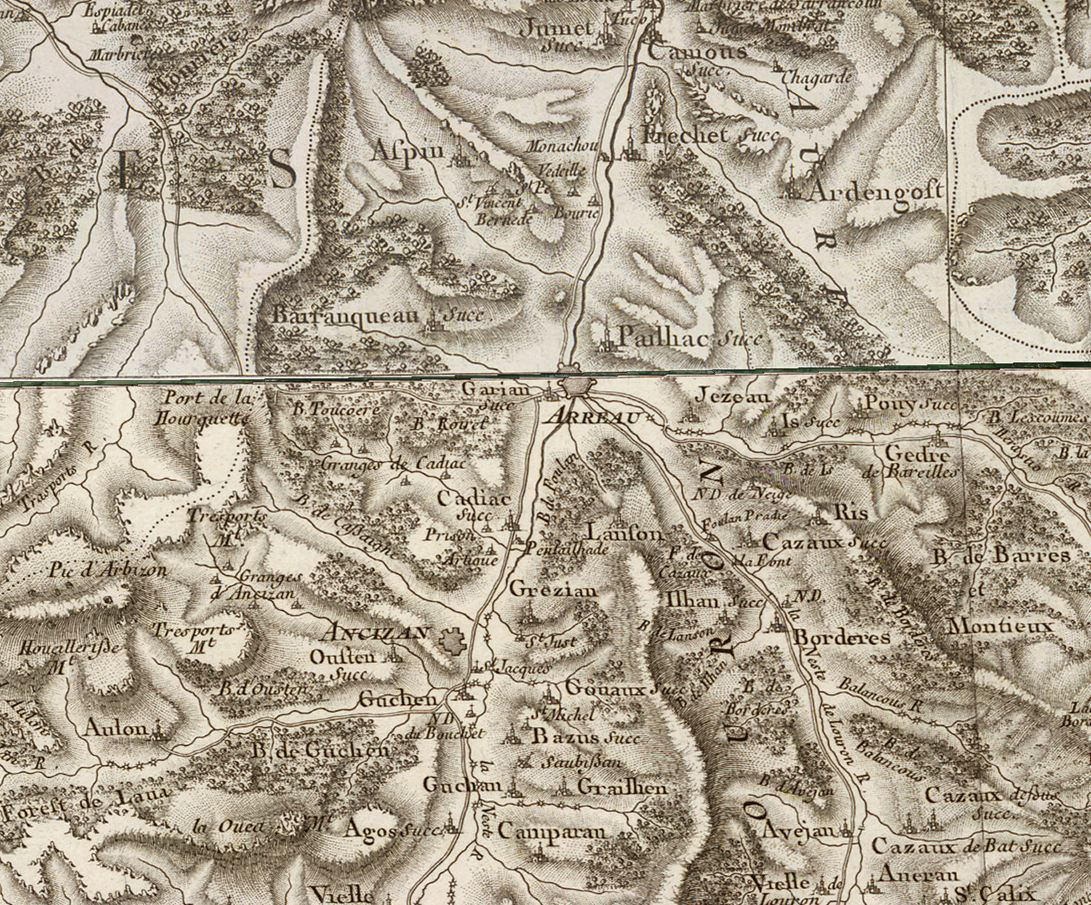
Extrait de la carte de Cassini (entre 1756 et 1789) situant Gouaux au sud d'Arreau.

On trouvera les principales informations dans le Dictionnaire toponymique des communes des Hautes-Pyrénées de Michel Grosclaude et Jean-François Le Nail qui rapporte les dénominations historiques du village :
Dénominations historiques :
- De Goausio, latin (1387, pouillé du Comminges) ;
- in loco de Goaus, latin et gascon (ibid.) ;
- Gouaux en Aure (1744, 1746, 1751, registres paroissiaux) ;
- Gouaux d’Aure (1749, ibid.) ;
- Goueux (1790, Département) ;
- Gouaux (1790, Département) ;

Étymologie : latin aquales (= lieux humides).

Nom occitan : Guaus.

## Histoire

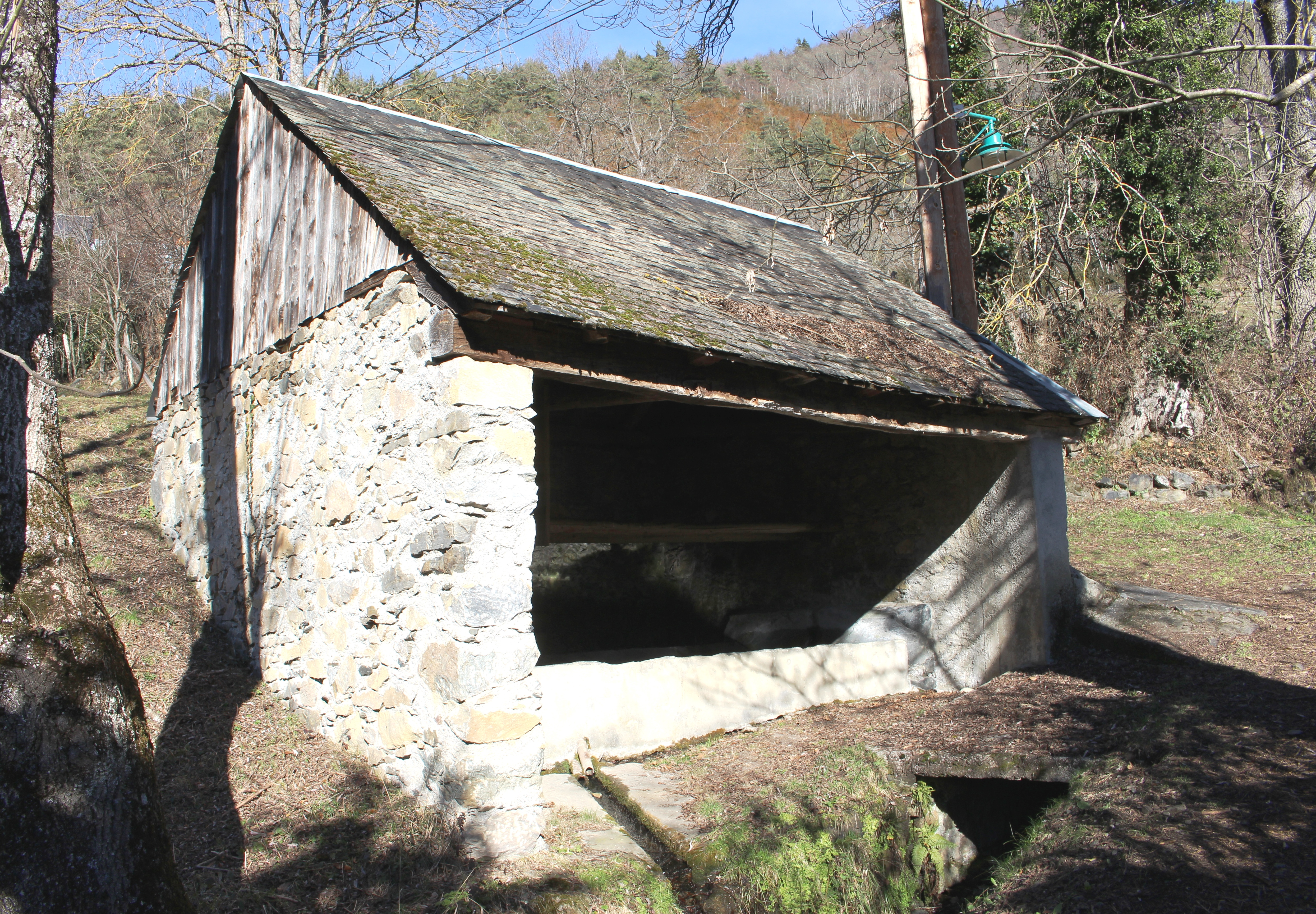
Le lavoir en 2018.

### Cadastre napoléonien de Gouaux
Le plan cadastral napoléonien de Gouaux est consultable sur le site des archives départementales des Hautes-Pyrénées.

## Politique et administration

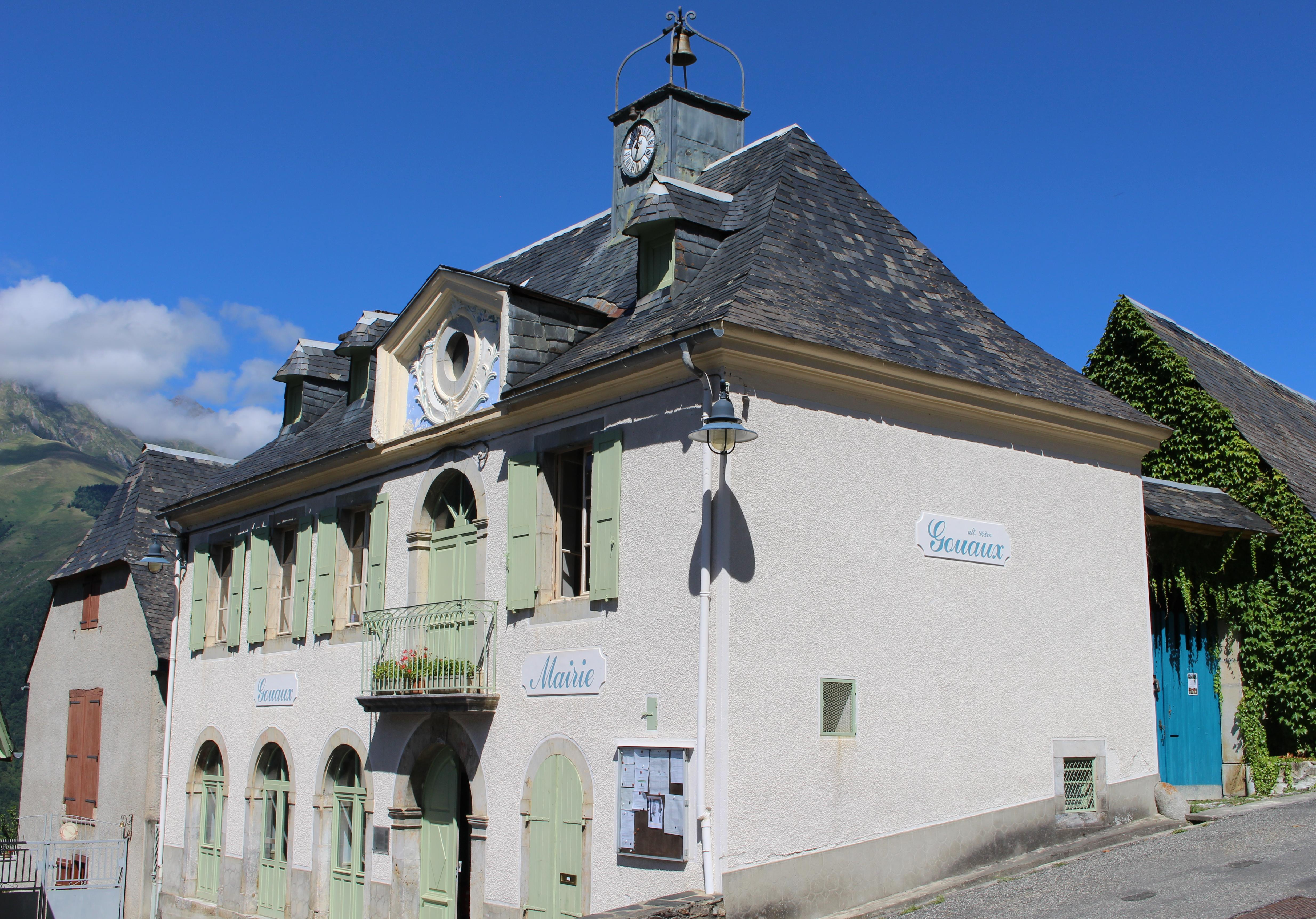
La mairie en 2015.

### Liste des maires
| Période                                  | Période   | Identité         | Étiquette | Qualité |
| ---------------------------------------- | --------- | ---------------- | --------- | ------- |
| Les données manquantes sont à compléter. |           |                  |           |         |
|                                          |           |                  |           |         |
| mars 1995                                | mars 2001 | Jacques Touchard |           |         |
| mars 2001                                | mars 2008 | Jacques Dutirou  |           |         |
| mars 2008                                | mars 2014 | Jacques Touchard |           |         |
| mars 2014                                | En cours  | Michel Chazottes |           |         |

### Rattachements administratifs et électoraux

#### Historique administratif
Sénéchaussée d'Auch, élection de Rivière-Verdun, canton d'Arreau (1790-2014).

#### Intercommunalité
Gouaux appartient à la communauté de communes Aure Louron créée au 1er janvier 2017 et qui réunit 47 communes.

## Population et société

### Démographie

#### Évolution démographique
| 1793 | 1800 | 1806 | 1821 | 1831 | 1836 | 1841 | 1846 | 1851 |
| ---- | ---- | ---- | ---- | ---- | ---- | ---- | ---- | ---- |
| 102  | 80   | 151  | 143  | 171  | 166  | 147  | 143  | 146  |

| 1856 | 1861 | 1866 | 1872 | 1876 | 1881 | 1886 | 1891 | 1896 |
| ---- | ---- | ---- | ---- | ---- | ---- | ---- | ---- | ---- |
| 134  | 135  | 132  | 145  | 132  | 115  | 117  | 107  | 114  |

| 1901 | 1906 | 1911 | 1921 | 1926 | 1931 | 1936 | 1946 | 1954 |
| ---- | ---- | ---- | ---- | ---- | ---- | ---- | ---- | ---- |
| 112  | 120  | 106  | 86   | 81   | 72   | 64   | 59   | 54   |

| 1962 | 1968 | 1975 | 1982 | 1990 | 1999 | 2006 | 2011 | 2016 |
| ---- | ---- | ---- | ---- | ---- | ---- | ---- | ---- | ---- |
| 42   | 42   | 34   | 46   | 62   | 58   | 68   | 76   | 57   |

| 2021 | 2022 | - | - | - | - | - | - | - |
| ---- | ---- | - | - | - | - | - | - | - |
| 55   | 55   | - | - | - | - | - | - | - |

### Enseignement
La commune dépend de l'académie de Toulouse. Elle ne dispose plus d'école en 2016.

## Économie

### Emploi
|                | 2008  | 2013  | 2018  |
| -------------- | ----- | ----- | ----- |
| Commune        | 0 %   | 0 %   | 2,9 % |
| Département    | 7,7 % | 9,4 % | 9,8 % |
| France entière | 8,3 % | 10 %  | 10 %  |

En 2018, la population âgée de 15 à 64 ans s'élève à 32 personnes, parmi lesquelles on compte 73,5 % d'actifs (70,6 % ayant un emploi et 2,9 % de chômeurs) et 26,5 % d'inactifs,. Depuis 2008, le taux de chômage communal (au sens du recensement) des 15-64 ans est inférieur à celui de la France et du département.
La commune est hors attraction des villes,. Elle compte 10 emplois en 2018, contre 11 en 2013 et 10 en 2008. Le nombre d'actifs ayant un emploi résidant dans la commune est de 24, soit un indicateur de concentration d'emploi de 41,3 % et un taux d'activité parmi les 15 ans ou plus de 50 %.
Sur ces 24 actifs de 15 ans ou plus ayant un emploi, 4 travaillent dans la commune, soit 16 % des habitants. Pour se rendre au travail, 88 % des habitants utilisent un véhicule personnel ou de fonction à quatre roues, 4 % les transports en commun, 4 % s'y rendent en deux-roues, à vélo ou à pied et 4 % n'ont pas besoin de transport (travail au domicile).

## Culture locale et patrimoine

### Lieux et monuments
- Église Notre-Dame de Gouaux.

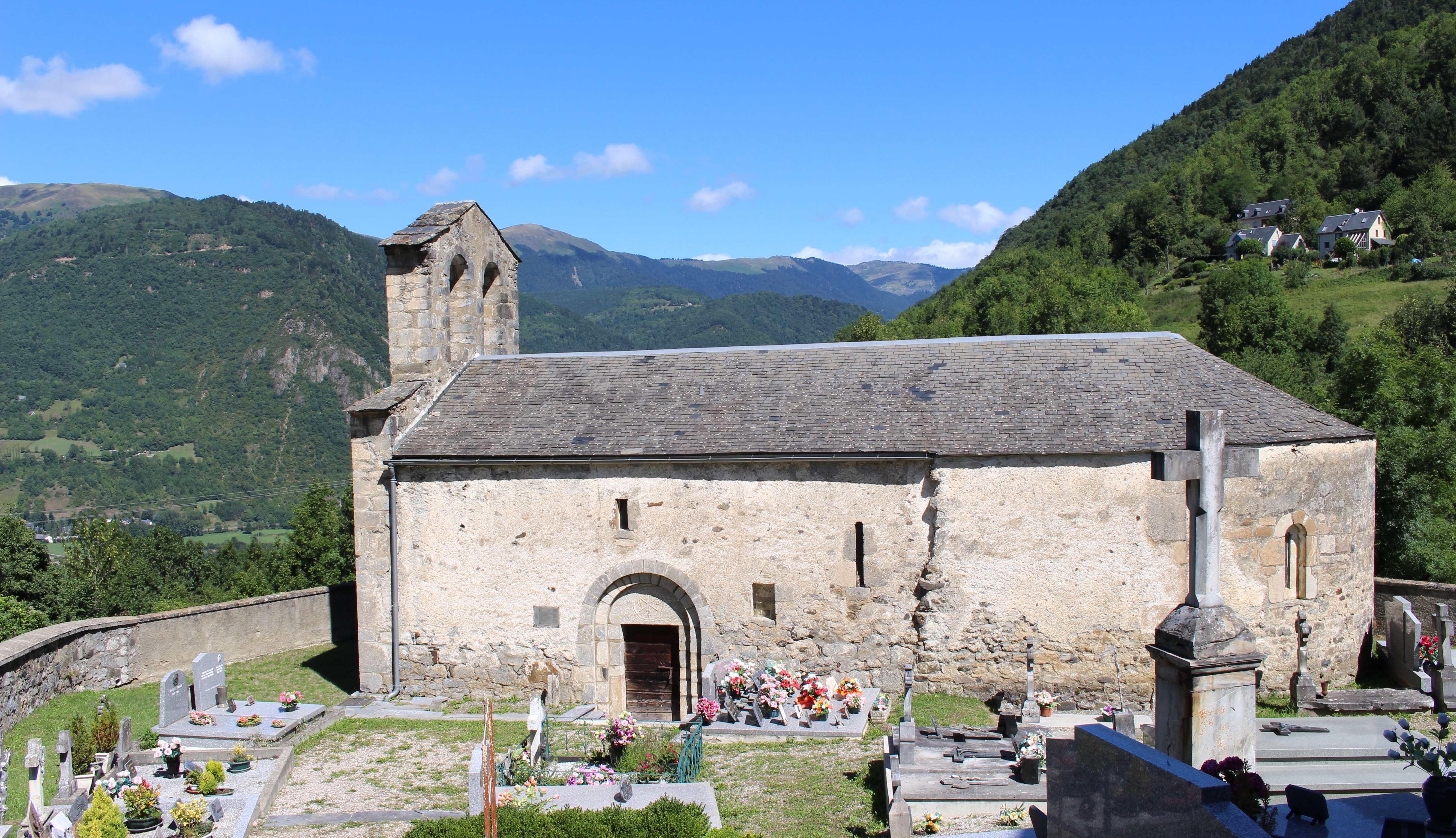
Chapelle Saint-Étienne en 2015.

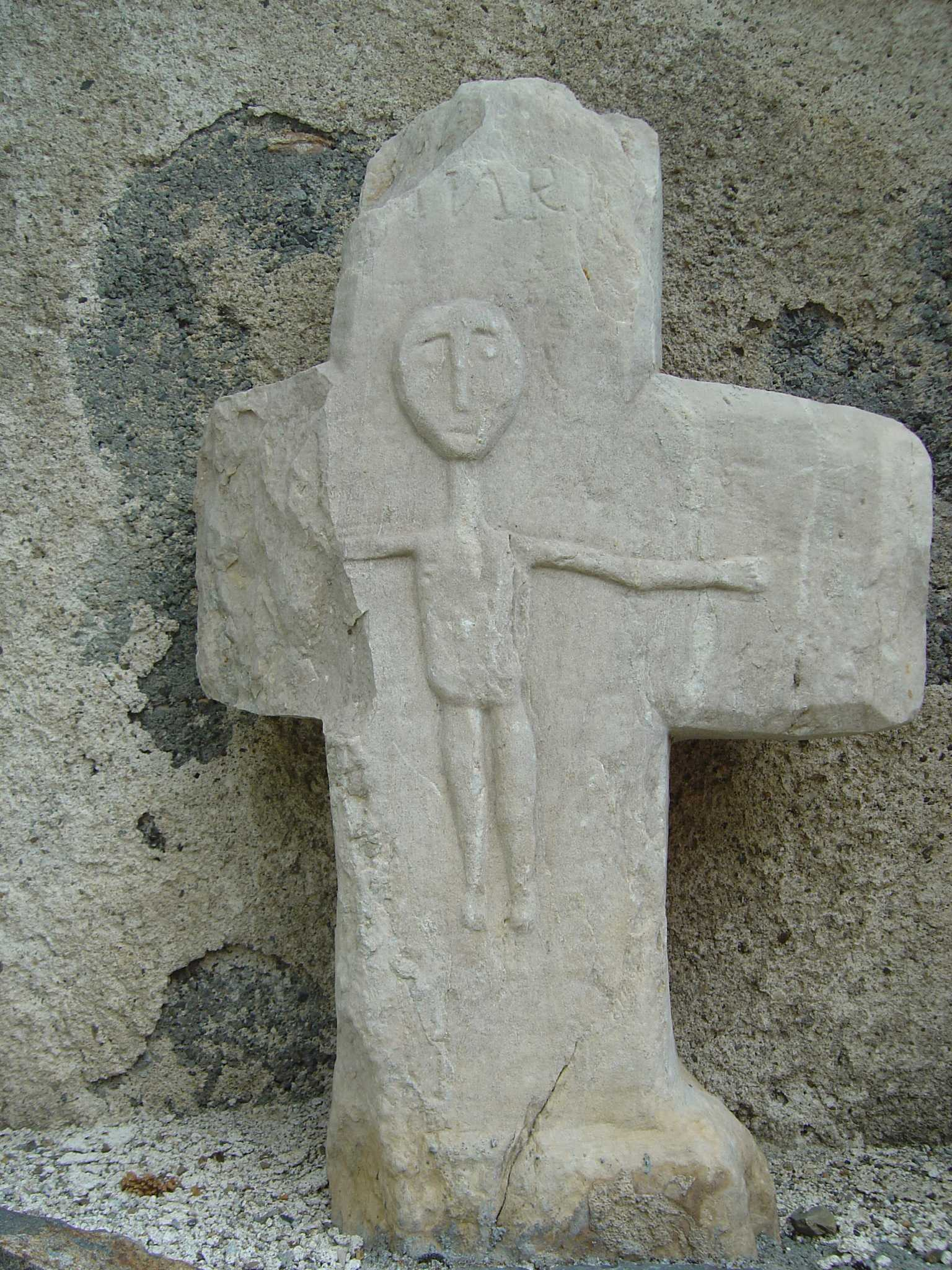
Croix en pierre mutilé de la crucifixion de Jésus placé dans une niche, dans le cimetière de Gouaux.

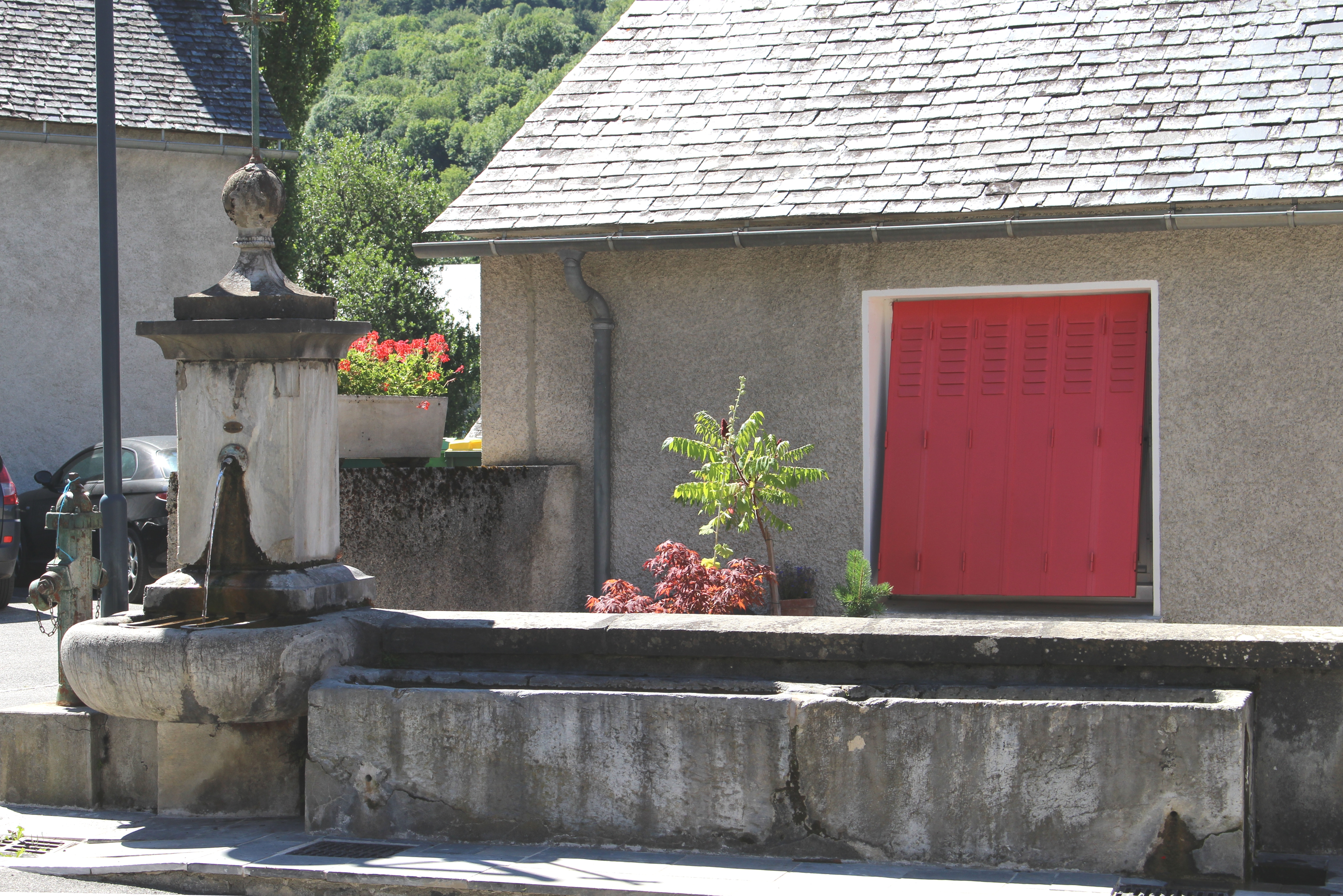
La fontaine abreuvoir de Gouaux

- Chapelle Saint-Étienne : la chapelle date pour l'essentiel de l'époque romane mais la nef a été en partie reprise dans la seconde moitié du XVIe siècle, époque à laquelle les murs intérieurs ont reçu un décor peint dont il reste de nombreux éléments. À la même époque, la chapelle était couverte d'un lambris de couvrement orné de peintures, dont il reste également quelques éléments (peintures sur bois étudiées et classées monument historique).
- Lavoir.
- Mairie de Gouaux.

### Héraldique
| Blason | Blasonnement : D'argent au lévrier rampant de gueules colleté d'azur, à la bordure de sinople chargée au point du chef d'une fleur de lys d'or, et de six besants du même en orle. |